# Маргарет Тейлор
Маргарет «Пеггі» Маккол Тейлор (до шлюбу Сміт; 21 вересня 1788 — 14 серпня 1852) — Перша леді Сполучених Штатів з 1849 по 1850 рік, дружина президента Закарі Тейлора.

## Раннє життя і шлюб
Народжена в окрузі Калверт, штат Меріленд, 21 вересня 1788 року, дочка Волтера Сміта, процвітаючого плантатора в Меріленді та ветерана американської революції, і колишньої Енн Макколл, «Пеггі» виросла серед витонченості та багатства.
Під час відвідування своєї сестри в Кентуккі в 1809 році доктор Олександр Дью познайомив її з лейтенантом Закарі Тейлором, який тоді був вдома у відпустці.
Лейтенант Тейлор, 25 років, одружився з 21-річною Пеггі Сміт 21 червня 1810 року в будинку сестри нареченої, місіс Мері Чу, поблизу Луїсвілля, штат Кентуккі. Здається, їхній шлюб був щасливим. Побожна єпископальна пані Тейлор регулярно молилася за свого чоловіка-солдата. Вона стала дещо відлюдною, тому що, кажуть, вона пообіцяла Богу відмовитися від радощів суспільства, якщо її чоловік благополучно повернеться з війни. Поки він брав участь у американо-мексиканській війні, вона жила на плантації Cypress Grove поблизу Родні в окрузі Джефферсон, штат Міссісіпі.

## Перша леді
Зі зростанням політичної кар'єри Закарі Тейлора його дружина Пеггі Тейлор буквально молилася за його поразку, бо боялася особистих наслідків його становлення президентом. На той час, коли вона стала першою леді, труднощі слідувати за своїм чоловіком від форту до форту та переносити кілька пологів взяли своє.
Напівінвалід, вона залишилася на самоті на другому поверсі Білого дому, залишивши обов'язки офіційної господині своїй дочці Мері Елізабет «Бетті» Блісс.

## Смерть
Здоров'я Маргарет Тейлор швидко погіршувалося після раптової смерті Закарі Тейлора; вона померла через два роки, 14 серпня 1852 року, в Паскагулі, штат Міссісіпі. Похована поруч із чоловіком поблизу Луїсвілля, штат Кентуккі.

## Портрети та фотографії
Протягом багатьох років жодні портрети чи фотографії Маргарет Тейлор не могли бути повністю підтверджені, і не було відомо про їх існування. Запропонована схожість була створена в 1903 році Лілою Г. А. Вулфолл для голови Білого дому, опублікована Бюро національної літератури та мистецтва у Вашингтоні, округ Колумбія. Портрети та дагеротипи, які нібито належать до Маргарет Тейлор, іноді з'являлися на колекційному ринку, але були не підтверджено і не підтверджено істориками Білого дому, Бібліотеки Конгресу чи Смітсонівського університету.
Але в 2010 році з'явився тонований амбротипний портрет Тейлор на шостій пластині. Здається, саме це зображення було зразком для більшості її зображень. Протягом багатьох років єдиним відомим зображенням Тейлор була гравюра, видана урядом США в 1902 році. Помилково вважалося, що жодних її фотографій не збереглося. У листопаді 2010 року Heritage Auctions запропонував дев'ятий дагеротип першої леді, сімейну реліквію Тейлорів, ідентифікувавши її як одну з двох відомих фотографій. Це той, який позичила її дочка, господиня Білого дому Бетті Тейлор Блісс Дендрідж, для використання в якості моделі для гравіювання.
Короткий опис її особистої зовнішності в 1825 році, коли їй було близько 37 років, описує її як «товсту жінку материнського вигляду». Джерелом цього опису є «Ранні дні в поселенні Ред-Рівер і форті Снеллінг. Спогади пані Енн Адамс, 1821—1829.» у Збірках історичного товариства Міннесоти, том 6, Сент-Пол, штат Міннесота, 1894" сторінки 102—103:
Влітку 1825 р. полковник і пані. Снеллінг з їхніми дітьми… здійснила поїздку до Детройта, щоб відвідати своїх родичів, Хантів і Маклінтошів, у цьому місці. Я супроводжував їх у цій подорожі… Коли ми досягли Прері-дю-Шьєн, ми опинилися у форті Кроуфорд і залишилися там день чи два, щоб відпочити. Снеллінги були гостями полковника і місіс Закарі Тейлор, які тоді перебували там. Джефферсон Девіс одружився з дочкою цієї пари, будучи лейтенантом в армії. Я тут захворів і хотів повернутися додому, тобто до форту. Зі мною справді не було нічого, крім нудоти за домом. Я ніколи раніше не розлучався з батьками. Пані Снеллінг була стривожена, оскільки не знала, що робити, якщо я не буду супроводжувати її в дорозі, щоб доглядати за дітьми. Вона розмовляла про це з пані Тейлор. Та жінка прийшла до мене. Вона була товстою жінкою материнського вигляду. Вона розповіла пані Снеллінг — найкращий спосіб відвернути мене, і я скоро забуду про свою недугу. Це було зроблено, і лікування вдалося.
Інший опис зовнішності Маргарет Тейлор з листопада 1848 року, коли їй було 60, можна знайти в The Massachusetts Plowman and New England Journal of Agriculture, 18 листопада 1848, Vol. 8, № 7, сторінка 2:
ПАНІ. ГЕНЕРАЛ ТЕЙЛОР І ДОЧКА. На пізньому балу в Східній Паскагулі [Міссісіпі] були присутні генерал Тейлор, його леді та дочка і майор Блісс. Про них кореспондент Mobile Herald пише таке: місіс генерал Т. — одягайтеся просто й зі смаком; манери гідні та легкі, обличчя досить суворе, але це може бути наслідком військового товариства. Людина висока та владна, манірна поведінка, без відчутної схильності до високого становища; і, судячи з зовнішнього вигляду, можна було б припустити, що Білий дім не приваблює місіс Ген. був би задоволений тим, щоб залишитися як генерал Т.